# Brigittenauer Brücke
Die Brigittenauer Brücke ist eine sechsspurige Straßenbrücke über die Donau in Wien. Zusätzlich hat sie noch Geh- und Radwege. Charakteristisch sind die rote Farbe und die spiralförmigen Rampen zum Geh- und Radweg.
Sie verbindet die beiden Wiener Gemeindebezirke Brigittenau und Floridsdorf. Die vergleichsweise junge Brücke wurde erst 1982 eröffnet. Da sie noch vor dem Bau der Donauinsel errichtet wurde, wurde sie zum Teil noch im Trockenen des alten Überschwemmungsgebietes gebaut. Erst nach dem Bau dieses Teiles wurde das Flussbett der Neuen Donau gegraben, was zu einer wesentlichen Kostenersparnis führte.

## Geschichte
Bereits in den 1920er-Jahren gab es auf Höhe der Innstraße Pläne für eine Brücke über die Donau. Sie wurde lange Zeit fälschlicherweise als Traisenbrücke bezeichnet, da sie quasi eine Verlängerung der Traisengasse darstellte. Nach dem Einsturz der Reichsbrücke im Jahr 1976 und deren Wiederaufbau wurde die Brigittenauer Brücke als weitere Donaubrücke errichtet, da man damit vorbeugend neuerlichen Verkehrsproblemen entgegenwirken wollte. Sie war auch als Teil eines innerstädtischen Autobahnringes (A20) geplant, wobei eine unterirdische Straße durch die Brigittenau zum zur Autobahn ausgebauten Gürtel hätte geführt werden sollen. Über Teile der A23 und der A22 wäre der Ring dann geschlossen worden. Außerdem war anschließend an die Brücke die Nord Autobahn geplant. Das Projekt wurde wegen Widerstand aus der Bevölkerung gestrichen, heute gehört die Brigittenauer Brücke zu den am schwächsten frequentierten Donaubrücken und wirkt etwas überdimensioniert.
Am 24. März 1980 erfolgte der Spatenstich durch den damaligen Stadtrat Heinz Nittel. Der Einbau des letzten Tragwerksteils erfolgte am 10. November 1981 und am 11. Dezember war der Rohbau fertig.

## Nutzung
Die Brigittenauer Brücke war ursprünglich Teil der Donauufer Autobahn A22. 1997 wurde sie im Zuge der Einführung der Autobahnvignette in Österreich zur Autostraße herabgestuft, damit die Brücke ohne Vignette benützbar blieb. Seither trägt sie die Straßenbezeichnung B14a.

## Beschreibung
Die Strombrücke, wie der Teil über die ursprüngliche Donau bezeichnet wird, hat eine Länge von 355 Meter und eine Breite von 32,25 Meter. Das Gesamtstahlgewicht beträgt 5.000 t. Die Flutbrücke, wie der zweite Teil bezeichnet wird, ist 275 Meter lang und gleich breit. Beim Autobahnknoten mit der Donauuferautobahn auf der Floridsdorfer Seite wird sie trompetenförmig 54 Meter breit.
Die Brücke ist als Stahlbrücke ausgeführt, wobei die Rampen in Spannbeton ausgeführt wurden.